# Kiritappu-Feuchtgebiet
Das Kiritappu-Feuchtgebiet (jap. 霧多布湿原 Kiritappu-Shitsugen) im Osten der japanischen Insel Hokkaidō wurde am 10. Juni 1993 als Ramsar-Gebiet ausgewiesen mit einer Fläche von 2504 ha.

## Fauna
Zu den nennenswerten Tierarten innerhalb des Feuchtgebietes gehören die Waldsaatgans (Anser fabalis), der Singschwan (Cygnus cygnus), die Stockente (Anas platyrhynchos), die Pfeifente (Anas penelope), Aythyamarila, der Mittelsäger (Mergus serrator), der Seeadler (Haliaetus albicilla), der Riesenseeadler (Haliaeetus pelagicus), der Mandschurenkranich (Grus japonensis), der Dunkle Wasserläufer (Tringa erythropus), der Grauschwanzwasserläufer (Heteroscelus brevipes), die Flussseeschwalbe (Sterna hirundo), das Eurasische Eichhörnchen (Sciurus vulgaris), der Rotfuchs (Unterart Vulpes vulpes schrencki) und der Sikahirsch (Unterart Cervus nippon vesoensis).

## Flora
Zur Flora zählen Arten wie die Borsten-Schwertlilie (Iris setosa), die Kartoffel-Rose (Rosa rugosa), Scheiden-Wollgras (Eriophorum vaginatum), Hemerocallis dumortierii, Thermopsis lupinoides  und Lilium maculatum.

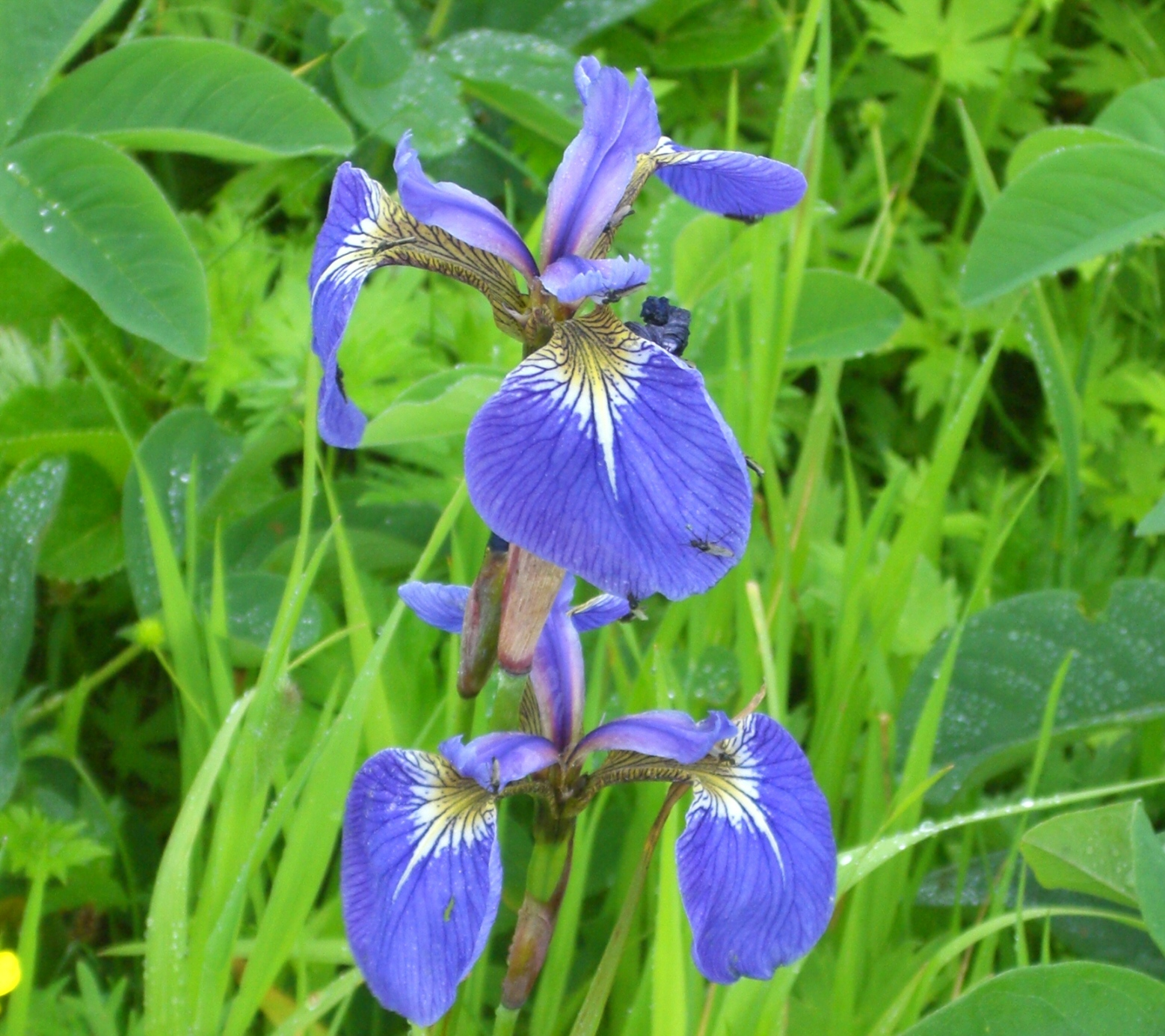
Borsten-Schwertlilie Iris setosa
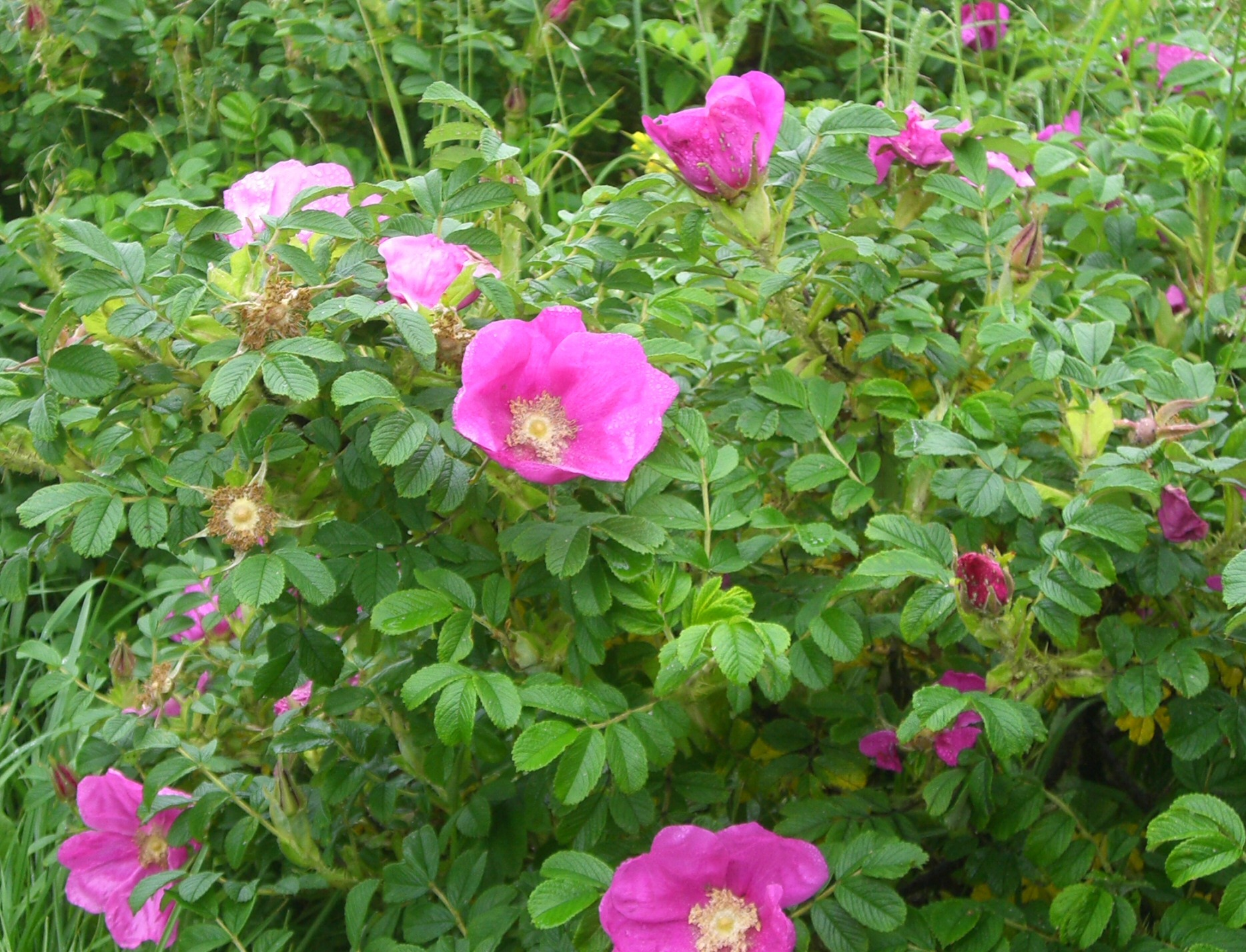
Kartoffelrose Rosa rugosa
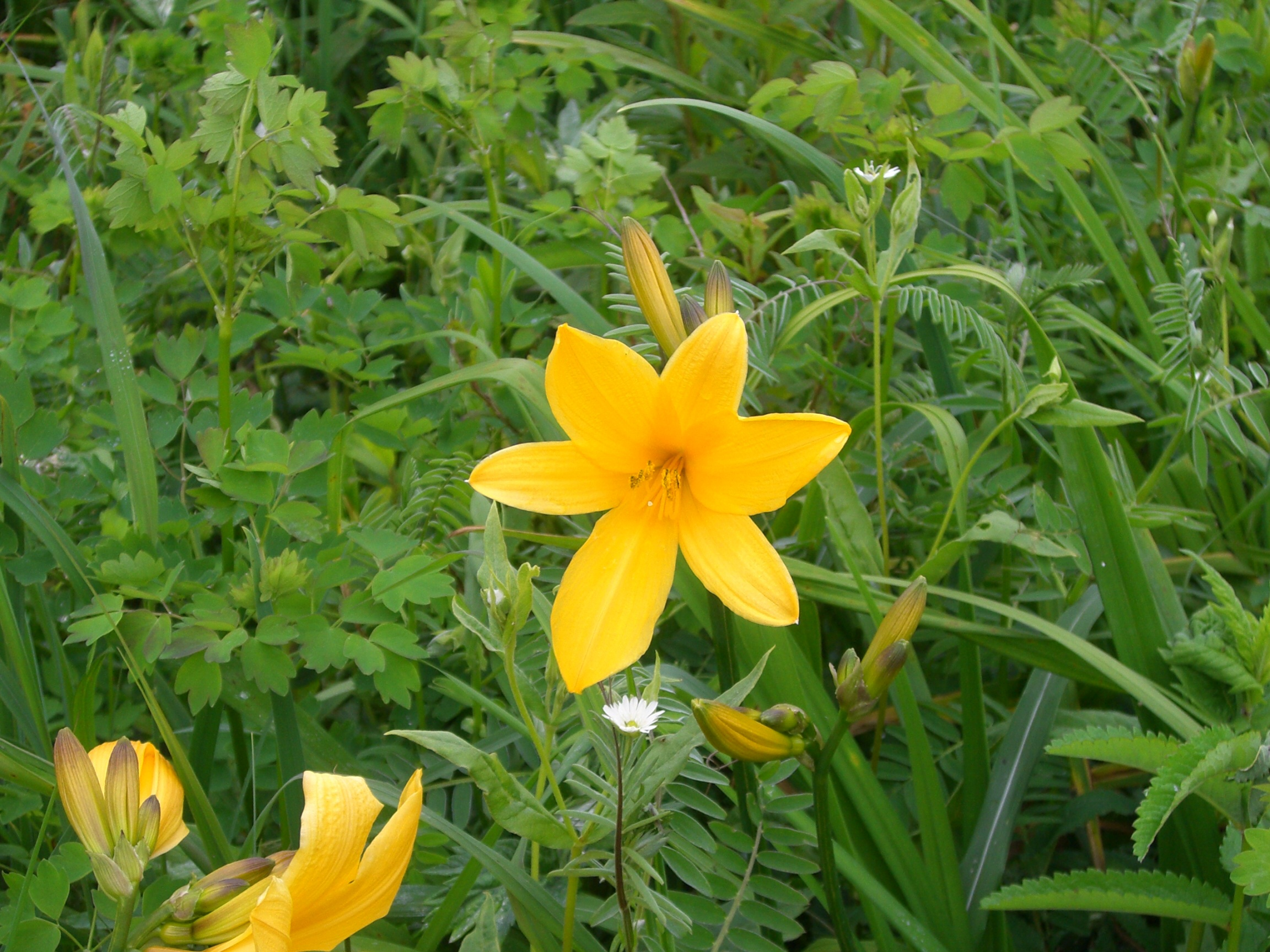
Hemerocallis dumortieri
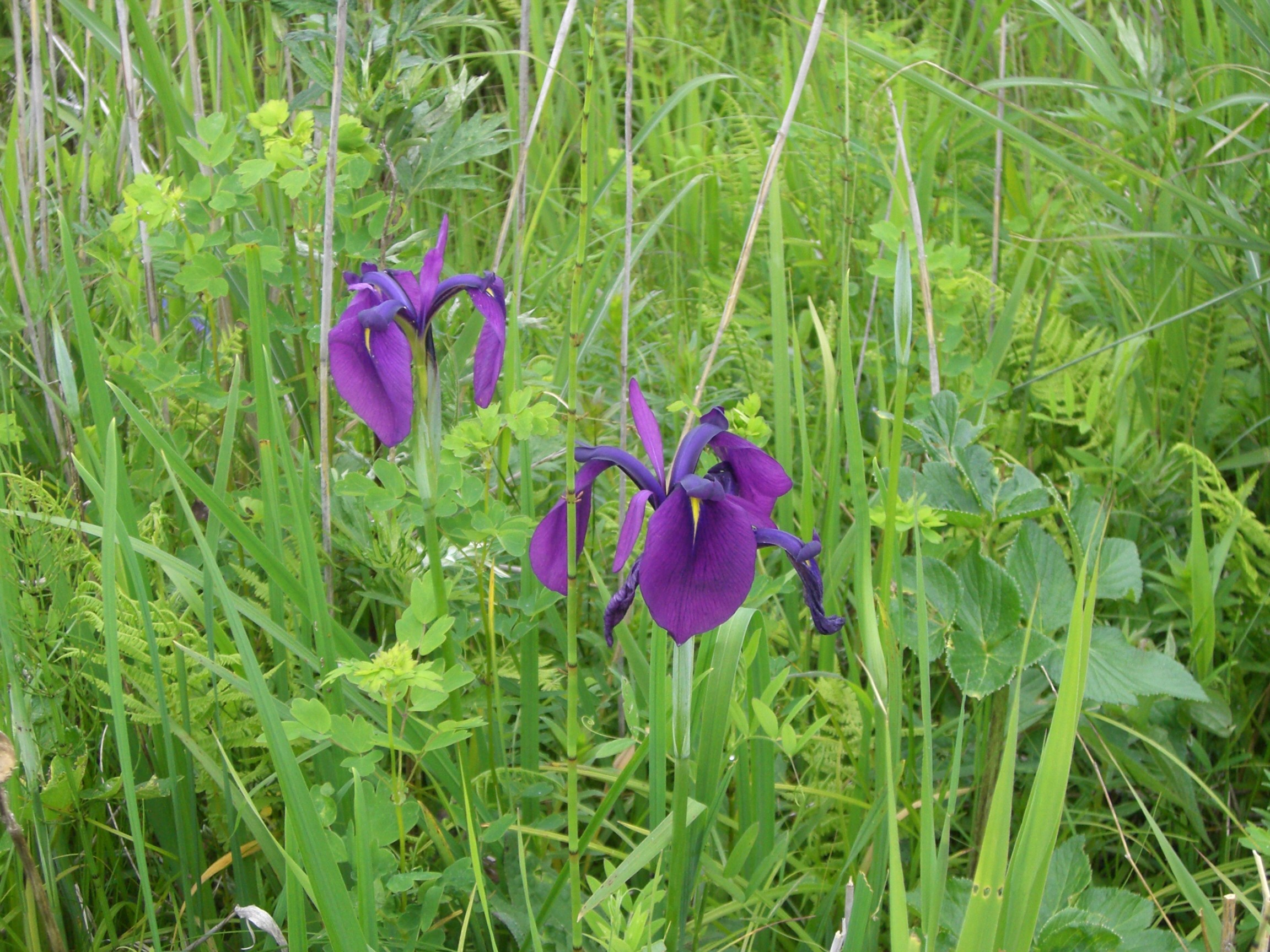
Iris ensata var. spontanea
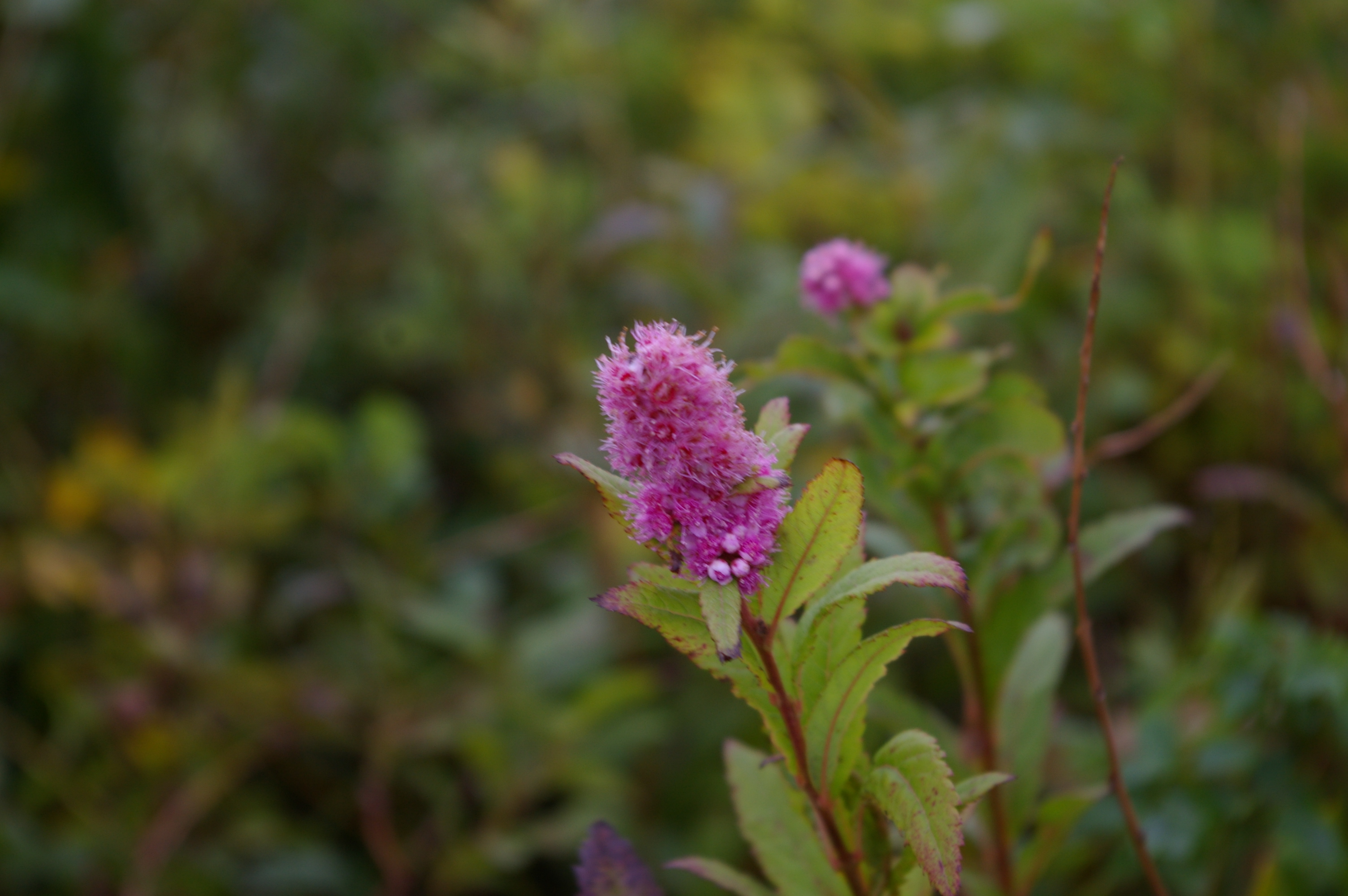
Spiraea salicifolia